# ブリザードパス
『ブリザードパス』(Blizzard Pass) は、ダンジョンズ&ドラゴンズ・ファンタジー・ロールプレイングゲームのベーシック・セット用ソロモジュールであり、1983年に出版された。
1986年には『ブリザードパス』というタイトルで日本語版が出版された。

## プロット概要
Blizzard Passは、レベル1～3のシーフ用のソロ冒険である。このシーフはブリザード・パス（暴風雪の峠）を越えねばならず、そして他の冒険者達を牢獄から逃がすために、ブリザード・パスの内部にある洞窟網に侵入せねばならない。このモジュールにはまた、レベル2～3のキャラクターからなるパーティのための、峠の探索を扱った小冒険も掲載されている。

## 出版履歴
Blizzard Passはデイヴィッド・クックによって執筆され、1983年に出版された。M1モジュールは32ページの小冊子、外装カバーに取り付けられた「不可視インク」ペンから構成され、カバーアートはティム・トルーマン担当であった。
Blizzard Passはベーシック・ルールと共に使用するためにデザインされた。不可視インクで印刷され隠された文章が、モジュールの至る所にある空白の枠内に存在する。モジュールに付属する特殊なペンでその枠内をこすると、隠された文章が読めるようになる。
The 10th Anniversary Dungeons & Dragons Collector's Setは、1984年にTSR社から出版されたボックスセットで、ベーシック、エキスパート、コンパニオン・セットのルールブック、AC2、AC3、B1、B2、M1 Blizzard Pass、AC5 Player Character Record Sheets、一組のダイスが収録されていた。このセットは1000部の限定生産で、Gen Con 17と通販で販売された:147。
1985年、株式会社新和が日本語版を出版した。日本語版では不可視インクは使用されておらず、赤の網がけで読めなくなっている文章に赤セロファン（マジックスクリーンと呼称）をかぶせて読む方式に変更された。

## 評判
ジム・バンブラはBlizzard Passをホワイトドワーフ誌で論評し、10段階評価で6を与え、「モジュールのデザインに対する新たな逸脱」と述べ、「単純に全ての項目を明確に印刷する代わりに、TSRが不可視インク形式を選択したこと」に言及した。バンブラは、この短い冒険は適正な運があれば完了できるほど簡単であると感じたが、「不可視インクによる目新しさはすぐに薄れ、4つ目か5つ目の枠を塗りつぶす頃にはうんざりしてくる」と指摘した。バンブラは、このモジュールは「あまりにも高価であり、購入を考慮するに値しない」と感じ、「M1は断じてファイティング・ファンタジーのゲームブックに比肩し得ない。ゲームブックの方がかなり安く、もっと長いという利点がある。M1の主なアピールは子供達に向けてであろう。ちょうどD&Dを始めたあらゆる子供は、間違いなくこれを楽しむだろう」と述べて論評を取り結んだ。

## 読書案内
- 論評：ディファレントワールズ誌　37号、Fantasy Gamer誌　1号（1983年）